# Efippo di Olinto
Efippo di Olinto (in greco antico: Ἔφιππος?, Éphippos; Olinto, prima del 348 a.C. – inizio III secolo a.C.) è stato uno storico greco antico.

## Biografia
Pochissime sono le informazioni biografiche su questo  alessandrografo e le stesse tre testimonianze raccolte da Jacoby sono dubbie. In primo luogo, nel lessico Suda, alla voce "Efippo", corrisponde il lemma di Eforo.

Era, secondo le fonti, proveniente da Olinto, la città della Calcidica distrutta da Filippo II di Macedonia nel 348 a.C., quindi compatriota di Callistene: poiché l'etnico indica proprio Olinto, dev'essere nato prima, appunto, del 348.

Un altro Efippo, nominato da Arriano come figlio di un tal Calcideo, poi, non si può con sicurezza identificare con lo storico, mentre Plinio lo inserisce semplicemente tra le sue fonti, insieme ad altri storici di Alessandro, senza specificare né l'etnico né il patronimico.

## Opera
Scrisse un'opera Sulla morte di Alessandro ed Efestione (tramandata anche sotto altri titoli) di cui rimangono solo cinque frammenti, tutti tramandati da Ateneo. Si può ipotizzare, comunque, che l'opera di Efippo sia stata utilizzata anche da altri autori, in particolare da Plutarco, anche se quest'ultimo non lo cita mai.

I frammenti che ci pervengono di Efippo si possono datare tutti nell’arco dell’ultimo anno di vita di Alessandro e da essi si nota una forte connotazione polemica, che farebbe pensare ad un pamphlet violentemente antimacedone, scritto forse per vendicare in modo, per così dire, postumo la morte di Callistene, compatriota di Efippo. Si tratta, infatti, dei festeggiamenti ed onori tributati ad Alessandro nel 324 ad Ecbatana, del suo abbigliamento macedone-persiano e da divinità, indicante il fatto che il declino di Alessandro in senso orientalizzante passava anche attraverso l’immagine, il suo alcolismo, i suoi costumi e le vesti che utilizzava. Un esempio lampante è proprio un brano sul vestiario di Alessandro durante i banchettiː
(trad. A. D'Andria)